# Memorial: Letters from American Soldiers
Memorial: Letters from American Soldiers ist ein US-amerikanischer Dokumentar-Kurzfilm von Bill Couturié aus dem Jahr 1991. Der Film wurde 1992 für einen Oscar für den besten Dokumentar-Kurzfilm nominiert.
Vor dem Hintergrund von Aufnahmen aus dem I., II. Weltkrieg, Korea-, Vietnam- und dem zweiten Golfkrieg werden Briefe von US-amerikanischen Soldaten aus diesen Kriegen vorgelesen.
Der Kurzfilm war 1992 in der Sparte Dokumentar-Kurzfilm für den Oscar nominiert. Der Oscar ging aber an Debra Chasnoff für Deadly Deception: General Electric, Nuclear Weapons and Our Environment.